# Apple A7
Apple A7 — 64-битный 2-ядерный ARM-микропроцессор компании Apple из серии Apple Ax. Микроархитектура Cyclone. Использует набор инструкций ARMv8. Содержит 1 миллиард транзисторов на площади в 125 кв. мм.

## Описание
Процессор является первым промышленно выпускаемым 64-битным ARM-чипом — что является значительным прогрессом в развитии серии Apple Ax.
Компанией Apple заявлено, что чип Apple A7 принадлежит к классу настольных процессоров. И независимый анализ микроархитектуры чипа подтвердил, что например такое же количество блоков исполнения операций и аналогичный буфер переупорядочивания можно обнаружить в современных настольных процессорах разработанных компанией Intel.
Процессоры Apple A7 по крайней мере в два раза производительнее чипа Apple A6, работающих в iPhone 5. Достигается это как за счет использования памяти LPDDR3, так и за счет расширения системы команд новыми инструкциями, двукратного увеличения числа регистров процессора (с 16 до 32, как РОН так и FPU), и введения более быстрых SIMD операций.
Чип имеет площадь 102 квадратных миллиметра и содержит немногим больше миллиарда транзисторов.
Он содержит графический процессор (GPU), как считают в AnandTech и специалисты Chipworks это PowerVR G6430 в 4-х кластерной конфигурации.
Изготовлен по 28 нм HKMG процессу на фабрике Samsung.
Размеры кэшей L1 для данных — 64 КБ, для инструкций — 64 КБ, а L2 — 1 МБ (он общий для обоих ядер)
Процессор имеет более высокую энергоэффективность, чем предыдущие процессоры. Для улучшения энергосбережения в продуктах вместе с A7 используется сопроцессор (микроконтроллер) M7, на базе ядра ARM Cortex-M3, обрабатывающий сигналы с различных датчиков (акселерометры, гироскопы и т. п.).
TDP Apple A7 предположительно 2-3W.

## Применение
Устройства, использующие процессор Apple A7:
- iPhone 5S — сентябрь 2013 — март 2016
- iPad Air (на частоте 1.4 Ггц) — октябрь 2013 — март 2016
- iPad mini with retina display (iPad mini 2) — октябрь 2013 — март 2017[16]
- iPad mini 3 — октябрь 2014 — сентябрь 2015[16]